# Hélène Terré
Hélène Marguerite Marie Terré (1903 - 1993) fue una combatiente de la Resistencia Francesa que participó en las Fuerzas Francesas Libres durante la Segunda Guerra Mundial. Sirvió en Londres con el Cuerpo de Voluntarias Francesas y asumió el mando del cuerpo de la capitana Simonne Mathieu. En abril de 1944, tomó el mando en Francia de las Auxiliares Femeninas del Ejército.

## Primeros años y educación
Hélène Marguerite Marie Geneviève Terré nació el 26 de abril de 1903 en París, la cuarta y última hija de Jeanne Marguerite Delasalle y Laurent Terré, un comandante del ejército. Era bisnieta de Hilaire Laurent Terré.
Antes del estallido de la Segunda Guerra Mundial en Francia, Terré había desarrollado un amor por la literatura y los libros de arte. Para asegurar su independencia económica, Hélène creó una editorial llamada "Ariel", donde trabajó durante siete años. Produjo una edición de las obras completas de Paul Valéry para la Nouvelle Revue Française, una colaboración que le permitió trabajar de cerca con el autor nominado al Premio Nobel. Durante este período, pudo practicar sus talentos artísticos de pintura y tocar el violín.

## Servicio militar
Terré se unió a la Cruz Roja en Francia, y en 1941, mientras estaba en una misión a Gran Bretaña para recolectar medicinas y vitaminas para los niños franceses, fue arrestada y encarcelada durante tres meses por instrucciones de Jacques Meffre. Meffre era el jefe del servicio de seguridad interna del General de Gaulle, responsable de detectar posibles infiltrados entre los voluntarios que se unían a las Fuerzas Francesas Libres. A pesar de este episodio, más tarde se unió al Cuerpo de Voluntarias Francesas.
El Corps des Volontaires françaises (Cuerpo de Voluntarias Francesas) (CVF) fue creado en Londres el 7 de noviembre de 1940, inspirado por el Servicio Territorial Auxiliar Británico (ATS) abierto a ciudadanos franceses de 18 a 43 años. La organización fue inicialmente dirigida por la capitana Simonne Mathieu, una campeona internacional de tenis francesa de la década de 1930. Tan pronto como se hizo público el anuncio de la formación de un cuerpo de voluntarios, muchas mujeres francesas que vivían en Gran Bretaña se ofrecieron como voluntarias, y el primer contingente pronto fue enviado para entrenamiento.
En 1941, Terré se unió al CVF. Al hacerlo, se comprometió a seguir a los ejércitos de la Francia Combatiente en todos los aspectos, en todos los frentes, y durante la duración de la guerra más tres meses. Como recluta uniformada, pasó el entrenamiento físico requerido (incluyendo ejercicios y disciplina militar). Algunas voluntarias fueron seleccionadas para entrenamiento especial según sus habilidades e inclinaciones, como trabajos de oficina y secretariado, enfermeras, traductoras, intérpretes, operadoras de teléfono, cocineras, conductoras de vehículos, mecánicas y más. Había cursos de instrucción para aquellas que deseaban mejorar sus habilidades en el idioma inglés. Las mujeres usualmente eran asignadas a posiciones donde reemplazaban a hombres que luego podían ser enviados a servir en unidades de combate.
El trabajo de las voluntarias en Gran Bretaña incluía una variedad de tareas, como escribió Terré. "Las jóvenes francoparlantes que dominaban el idioma inglés eran utilizadas como 'mensajeras', otras fueron enviadas a colegios en las principales ciudades del país para dar conferencias sobre la Francia Libre y sobre las condiciones de vida en los territorios ocupados. Las enfermeras fueron asignadas inmediatamente debido a la gran necesidad de sus habilidades".
Terré recordó más tarde que entre las reclutas había algunas mujeres inglesas. "Amigas inglesas, incluso teníamos algunas en nuestra unidad: jóvenes que habían crecido en Francia, hijas de madres francesas que recibieron permiso del Ministerio de Guerra para unirse a nosotras. Recuerdo a una de ellas a quien la comandante junior Cook le preguntó por qué estaba tan interesada en servir con las mujeres francesas y la orgullosa respuesta que recibió: 'Madame, viví en Francia en la época de su esplendor, ... ¿no entiende que quiero servirla en su angustia?'".
La capitana Terré asumió el mando del Cuerpo de la capitana Simonne Mathieu. El general Charles de Gaulle, comandante de las Fuerzas Francesas Libres, entregó el estandarte de los Voluntarios Franceses a Terré en Londres, el 12 de noviembre de 1942. En abril de 1944 se convirtió en comandante de las Auxiliares Femeninas del Ejército en Francia.

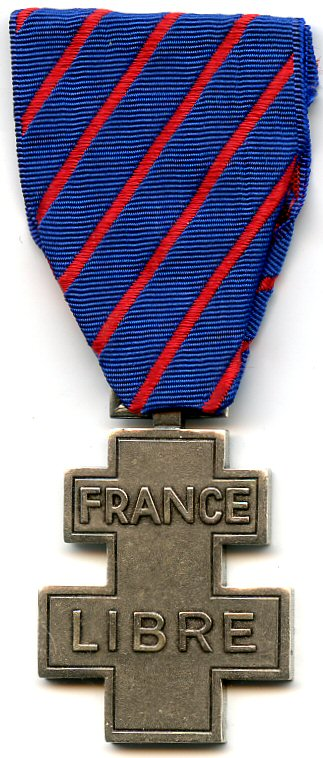
Medalla Conmemorativa por Servicios Voluntarios en la Francia Libre

## Años posteriores a la guerra
La comandante Terré completó sus deberes en el Ejército en 1947 después de finalizar asignaciones en Indochina y Austria.
Se casó con Louis Bourdet, quien también había servido en las Fuerzas Francesas Libres, y tuvieron dos hijos.
Coordinó intercambios entre instituciones educativas americanas y francesas y habló en conferencias en universidades americanas. Se retiró a la región ancestral de su familia en Plancher-Bas (Haute-Saône), en el este de Francia, y se la conoció coloquialmente como "Linette".
En 1990, Terré ingresó en una residencia de ancianos en París, donde murió el 11 de noviembre de 1993 a la edad de 90 años. Fue conmemorada en una ceremonia memorial el 21 de enero de 1994, celebrada en el prestigioso Hôtel des Invalides en París, que está dedicado a la historia militar de Francia. La ceremonia fue atendida por muchos exalumnos de la Francia Libre.

## Condecoraciones
La comandante Terré recibió varias medallas por su servicio.
- Caballero de la Legión de Honor
- Medalla Conmemorativa por Servicios Voluntarios en la Francia Libre
- Medalla de la Resistencia
- Croix de Guerre 1939–1945
- Oficial de la Legión al Mérito (Estados Unidos.)

## Publicaciones
Terré escribió sobre sus experiencias durante la guerra en varios libros y artículos.

### Libros publicados
- Coucou La Goutte Plays her Part in the War. Un cuento para niños, edición bilingüe (inglés y francés), 55 p. (25 ilustraciones de la autora), Londres, Chatto & Windus, 1942.
- Volunteers for France, Ministerio de Guerra, 16 p. (83 ilustraciones), enero de 1946.
- Teaching in the United States, n.º 18, Instituto Nacional de Educación, National Press, 131 p., 1963.

### Artículos publicados
- "I am still frightened of keys" (bajo el seudónimo de Geneviève de la Salle y en inglés), en Allan A. Michie y Walter Graebner (dir.), Lights of Freedom - The War in the 1st Person, ed. George Allen & Unwin (con Life Magazine), noviembre de 1941, p. 75-90.
- "The female volunteers. French forces fighting" Journal of Waterloo (distrito de Bedford, Quebec), 16/04/1943 (62.º año, n.º 13); una versión digital está disponible aquí.
- "Friends of war," Review of Free France, n.º 64, enero de 1954 (disponible en france-libre.net).
- "The French volunteers in London," Review of Free France, n.º 187, agosto y septiembre-octubre de 1970, p. 31-32 (disponible en el sitio web france-libre.net).

### Obras no publicadas
- "Haltes" (diario, 1920–1938), 74 p., Coll. go.
- "We will enter the career ... A history of AFAT", 129 p., sin fecha, Archivos Nacionales, 72AJ238 / III; el Portal de Archivos Nacionales ha puesto en línea una versión digital del manuscrito.
- "Souvenirs ...", 29 p., sin fecha, coll. go.